# Juan Martín Lucero
Juan Martín Lucero (Junín, 10 de outubro de 1991) é um futebolista argentino que atua como centroavante. Atualmente joga no Fortaleza.

## Carreira
Lucero foi revelado pelo Defensa y Justicia, da Argentina, e teve passagem também pelo Sportivo Belgrano no início da carreira.
Voltou ao Defensa y Justicia em 2014, onde anotou 10 gols em 19 jogos. Posteriormente passou duas temporadas no Independiente, da Argentina, entre 2015 e 2016, onde anotou nove gols em 41 jogos.
Pelo Tijuana, do México, contribuiu com 15 gols em 76 duelos.
Em 2016, o Johor DT, da Malásia, contratou Lucero. Atuando em solo asiático, o centroavante balançou as redes 22 vezes em 21 partidas.
Vestindo a camisa do Vélez Sarsfield, fez 18 gols em 62 jogos e ainda deu nove assistências.
Lucero foi artilheiro do Colo-Colo em 2022 com 24 gols em 39 partidas.
Em janeiro 2023, o Fortaleza, anunciou a contratação de Lucero, com o jogador assinando contrato até 31 de dezembro de 2025.

## Títulos
Johor DT
- Campeonato Malaio: 2016
- Copa da Malásia: 2016

Colo-Colo
- Campeonato Chileno: 2022
- Supercopa do Chile: 2022

Fortaleza
- Campeonato Cearense: 2023
- Copa do Nordeste: 2024

### Prêmios individuais
- Artilheiro da Primeira B Nacional: 2013–14 (24 gols)
- Artilheiro da Copa do Nordeste: 2023
- Artilheiro do Campeonato Cearense: 2025 (4 gols)[4]